# Iván Moschner
Iván Moschner (n. Puerto Piray, Misiones, Argentina) es un director teatral y actor de cine, televisión y teatro de Argentina. Recibió el premio ACE al mejor actor de teatro alternativo.

## Biografía
Moschner es el mayor de varios hermanos de una familia de ajustados recursos, su madre es maestra y su padre camionero. Transcurrió su infancia en el municipio misionero de Caraguataí a 11 km de la ciudad de Montecarlo. Fue en esa ciudad donde tuvo el primer contacto con el teatro en una presentación de ¡Jettatore! de Gregorio de Laferrere, que le empujó a dedicarse a la actuación.
Comenzó a estudiar teatro en Montecarlo. Debido a las dificultades de transporte desde su domicilio,  Moscher se radicó en la ciudad de Posadas, aprovechando los traslados que le daban a su madre debido a su profesión. A los 17 años se trasladó definitivamente a Buenos Aires, donde cursó estudios en la Escuela Nacional de Arte Dramático. En ese año también intentó ingresar en la Fuerza Aérea, pero fue rechazado por su altura.
Durante el primer año, sus padres le proporcionaron dinero que le sirvió para pagar una pensión; para sus otras necesidad debió conseguir un puesto de cadete. Comenzó a buscar empleo en distintos teatros hasta que dio con Inda Ledesma, quien se hallaba ensayando una versión cooperativa de Medea en El Picadero. Ese fue su primer trabajo teatral en Buenos Aires, interpretando algunos personajes secundarios. Fruto de ese conctacto comenzó un taller de actuación con esa actriz.
A partir de entonces se dedicó a crear y participar en obras de teatro independiente donde se destacó en obras tales como Los hombres vuelven al monte, La crueldad de los animales y Todas las cosas del mundo que se presentaron tanto en la Ciudad de Buenos Aires como en muchos teatros del interior del país y le valieron la obtención de dos premios en 2015.
Dirige el grupo de teatro independiente Morena Cantero Jrs. con el que presenta obras regularmente.

## Trayectoria

### Cine
| Año  | Título                                    | Papel              | Director                          |
| ---- | ----------------------------------------- | ------------------ | --------------------------------- |
| 1987 | Baño turco                                |                    | Jorge Stamadianos                 |
| 1990 | Cien veces no debo                        | Hombre 1           | Alejandro Doria                   |
| 1990 | Traición                                  | Cortometraje       | Cristina Fasulino y Paula Grandio |
| 1996 | Geisha                                    | Dr. Broler         | Rodrigo Ortiz y Eduardo Raspo     |
| 2001 | Antigua vida mía                          | Maître             | Héctor Olivera                    |
| 2001 | Un amor en Moisés Ville                   |                    | Antonio Ottone                    |
| 2008 | La ronda                                  | Encargado          | Inés Braun                        |
| 2008 | Incómodos                                 | Alfred             | Esteban Menis                     |
| 2009 | El niño pez                               |                    | Lucía Puenzo                      |
| 2010 | El mural                                  | Victorio Codovilla | Héctor Olivera                    |
| 2010 | Igualita a mí                             | Médico ADN         | Diego Kaplan                      |
| 2011 | Ancianas muertas                          |                    | Martín Vega                       |
| 2012 | Extraños en la noche                      | Aurelio            | Alejandro Montiel                 |
| 2012 | Ni un hombre más                          | Camionero          | Martín Salinas                    |
| 2013 | ¿Quién mató a Mariano Ferreyra?           | Ordenanza          | Alejandro Rath y Julián Morcillo  |
| 2014 | La noche del lobo                         | Horacio            | Diego Schipani                    |
| 2015 | El ser magnético                          | Cortometraje       | Mateo Bendesky                    |
| 2016 | Amateur                                   | Analista ufólogo   | Sebastián Perillo                 |
| 2019 | Cara Sucia, con la magia de la naturaleza | Melany             | Gastón Gularte                    |
| 2022 | El último hereje                          | Gabriel            | Daniel de la Vega                 |

### Televisión
| Año  | Programa                                | Personaje         | Notas                                | Canal              |
| ---- | --------------------------------------- | ----------------- | ------------------------------------ | ------------------ |
| 1997 | Cha cha cha                             | Varios            | Temporada 4: La parrilla del Xeñor   | América TV         |
| 2009 | Impostores                              | Mariani           | Ep: 1x1, La figurita difícil         | FX                 |
| 2014 | Doce casas, historia de mujeres devotas | Dalmiro           | 5°semana Historia del hijo de Aurora | Televisión Pública |
| 2016 | Loco por vos                            | Quique            | Ep: 1x29, Pablo está muerto          | Telefe             |
| 2018 | El lobista                              | Camilo Stéfano    | Recurrente                           | El Trece           |
| 2018 | Psiconautas                             | Rabino Rubinstein | Segunda temporada                    | Netflix            |
| 2022 | Santa Evita                             | Aldo Cifuentes    | Personaje recurrente                 | Star+              |